# Антонов, Вячеслав Александрович
Вячесла́в Алекса́ндрович Анто́нов (род. 5 марта 1977, Усть-Уйское, Курганская область) — российский автор и исполнитель. Участник Первой чеченской войны.

## Биография
Вячеслав Александрович Антонов родился 5 марта 1977 года в селе Усть-Уйском Усть-Уйского сельсовета Целинного района Курганской области, ныне село входит в Целинный муниципальный округ той же области.
Вскоре после его рождения семья переехала в село Кадышево Карсунского района Ульяновской области. В 1985 году переехали на Урал. На новом месте в 9-летнем возрасте впервые пришло увлечение музыкой. Слава стал самостоятельно осваивать струнные народные инструменты. В 1990 году семья вернулась в Ульяновскую область.
На курсах ДОСААФ, Антонов получил водительское удостоверение на право управления грузовой машиной. После окончания средней школы работал водителем. 
В юности занимался спортом, до призыва в армию занимался в секции карате.
Был участником Первой чеченской войны как водитель грузовых машин в 101-й особой бригаде оперативного назначения внутренних войск МВД России, работал в команде, обслуживающей 23-мм зенитную установку ЗУ-23-2. Сослуживцы называли водителя «певцом во стане русских воинов».
В 19-летнем возрасте некоторое время служил в спецназе. На счету тогда ещё 19-летнего юноши 183 боевых выхода и участие в рукопашных схватках. 
Антонову были вручены государственные награды и награды от общественных организаций: «Медаль Суворова», медаль «За боевое содружество» от Министерства внутренних дел Российской Федерации, медаль «За ратную доблесть» от Всероссийской общественной организации ветеранов «Боевое братство», почётный знак «За мужество и героизм», а также юбилейная медаль «25 лет 101-й особой бригаде оперативного назначения».
На одном из концертов Вячеслава публично обвинили в незаконном ношении государственной награды "Медаль Суворова". Предъявить удостоверение к награде, или назвать ее номер Вячеслав отказался.
После окончания службы в 2004 году он уехал в Москву. 
Жил в Ульяновске. Работал водителем на Ульяновском автомобильном заводе, перегонял новые машины в регионы России. Затем работал водителем-дальнобойщиком, был шофером, закрепленным за машиной начальника.
Антонов не сумел поступить в Московский государственный университет культуры и искусств и отказался от попытки поступления во Всероссийский государственный институт кинематографии имени С. А. Герасимова в связи с достижением солидного для абитуриента театрального вуза 27-летнего возраста.
В 2007 году стал студентом факультета журналистики Российского государственного социального университета и окончил его в 2013 году. Учился заочно на бюджетном отделении. 
После окончания вуза Вячеслав Антонов работал в охране, позже — водителем.
Затем семья приобрела квартиру в городе Красногорске Московской области, где и живут.

## Путь к музыке
В музыке называет себя самоучкой, играет «на всех музыкальных инструментах, которые входят в вокально-инструментальный ансамбль».
Первые песни «Самолет Су-24» и «Дональд Кук» не привлекли внимания.
В 2016 году песня «За глубинку» неожиданно набрала немало просмотров на «Ютьюбе».
В день 40-летия Антонова в марте 2017 года родственники подарили ему деньги, на которые он записал песню «Дядя Вова, мы с тобой».
После получения песней широкой известности, Антонов в сентябре 2019 года создал ВИА «За Глубинку», который до начала пандемии COVID-19 выступал с гастролями по Российской Федерации, но в связи с карантином приостановил концертную деятельность. После окончания карантина ансамбль перестал собирать залы. 
Антонов стал известным блогером, получил серебряную кнопку YouTube. Только один видеоклип «За Глубинку» к середине 2022 года посмотрели более 34 миллионов зрителей.
Со скрипачкой Дарьей Олейник Вячеслав записал песню «Девяностые», на «Ютьюбе» появился клип «Анжелика» с Мариной Кондратенко.

## Награды
- Медаль Суворова
- Медаль «За боевое содружество»
- Медаль «За ратную доблесть», Всероссийская общественная организация ветеранов «Боевое братство»
- Медаль «За мужество и героизм»
- Медаль «25 лет Грозненской 101-й особой бригаде оперативного назначения».

## Семья
Отец — выходец из Поволжья, мать — потомственная казачка из семьи Беспаловых (станица Усть-Уйская). Есть старший брат.
В 2010 году женился, жена Оксана, уроженка Оренбургской области
Дочь, род. в 2010 или 2011.
Спустя 3 года родился сын Николай. В 2017 году, в 3-4 года, во время работы над клипом «Дядя Вова, мы с тобой» он занимался самбо и дзюдо. В 2020-е годы время Николай редко выступает на концертах отца. Он учится, занимается спортом, собирается поступать в военный вуз.